# William Wiser
William Wiser, né le 19 novembre 1929 et mort le 3 juin 2012 à Iowa City dans l'Iowa, est un écrivain américain.

## Biographie
William Wiser est né en 1929 pendant le krach boursier, période économique désastreuse pour les États-Unis. Il est mort en 2012 après avoir passé sa vie entre le Midwest américain, l'Irlande et la Provence.
Auteur de fictions et de documents sur le Paris des années 1920, 1930, 1940, il a enseigné à l'université Queen's de Belfast, et dans différentes universités américaines.

## Ouvrages (sélection)
- K, 1971
- The Wolf is not Native to the South of France, 1978
- Disappearances, 1980
- The Circle Tour
- The Crazy Years, 1983
- The New Hour, 1986
- The Great Good Place, 1990
- Deathwatch
- L'assassinat de Trotsky

Disappearances, édité de nombreuses fois, a été acclamé par la presse new yorkaise au tout début des années 1980. 
Les livres de William Wiser ont été traduits en portugais, italien, etc. mais jamais en français. Seul Disappearances a été traduit en français par son fils Paco Wiser, né à New York en 1964, en  attente de publication, sous le titre Disparitions.